# دارين ألموند
دارين ألموند (بالإنجليزية: Darren Almond)‏ هو رسام ومصور بريطاني، ولد في 30 أكتوبر 1971 في ويغان في المملكة المتحدة.